# Poetischer Plural
Der Poetische Plural wird von Dichtern (selten von Prosaikern) statt des Singulars gesetzt, obwohl keine Mehrzahl bezeichnet wird. Dieses Phänomen begegnet vor allem in den Sprachen Griechisch und Latein. Nicht selten ist die Verwendung des Poetischen Plurals durch metrische Zwänge bedingt; häufig jedoch dient der Plural zur Differenzierung: „die Himmel“ statt „die Sphären des Himmels“ bzw. zur Amplifizierung, das heißt, der Dichter lässt das Erwähnte durch die Pluralform größer wirken.

## Beispiele aus der griechischen Literatur
ἐνὶ φρεσί (ení phresí; in den Sinnen)
ἐν σπέσσι (en spessi; in Höhlen)
ἐν στήθεσσι (en stḗthessi; in Brüsten)
„Plural bei Homer oft ohne erkennbare Bedeutung statt des Singulars“

## Beispiele aus der lateinischen Literatur
Oft findet sich der Poetische Plural bei Körperteilen:
cervicibus (die Nacken)
colla (die Hälse)
corpora (die Körper)
guttura (die Kehlen)
ora (die Münder)
pectora (die Brüste)
terga (die Rücken)

Nicht selten erscheint er bei Begriffen, die Elemente bezeichnen:
aequora (die Meeresspiegel)
aera (die Lüfte)
ignes (die Feuer)

Auch bei Begriffen, die Emotionen bezeichnen, ist er häufig:
amores (Liebe)
gaudia (die Freuden)
irae (Zorn)
odia (Hass)

Außerdem:
coepta (die Anfänge)
currus (die Wagen)
dona (die Geschenke)
sceptra (die Szepter)
silentia (Schweigen)

## Beispiele aus der deutschen Literatur
„Der Göttliche lächelt, er siehet, mit Freuden“
„Er schaute mit vergnügten Sinnen“
„‚Nehmt hin die Welt!‘, rief Zeus von seinen Höhen“
„Frühling läßt sein blaues Band 
Wieder flattern durch die Lüfte“